# Polícia Militar de Roraima
 Polícia Militar de Roraima (PMRR) tem por função primordial o policiamento ostensivo e a preservação da ordem pública no Estado do Roraima. Ela é Força Auxiliar e Reserva do Exército Brasileiro, e integra o Sistema de Segurança Pública e Defesa Social do Brasil.
Seus integrantes são denominados Militares do estado, assim como os membros do Corpo de Bombeiros Militar do Estado de Roraima.

## Surgimento das Polícias Militares
O surgimento das policias militares brasileiras deu-se em Minas Gerais, onde já havia uma estrutura de força militar com funções semelhantes às de policiamento e controle social desde o período colonial. Em 1775, uma reorganização militar na capitania, com a criação do Regimento Regular de Cavalaria de Minas (RRCM), que é a célula mater da Polícia Militar de Minas Gerais (PMMG), resultou na substituição dos antigos terços por corpos auxiliares organizados em regimentos. Esse novo corpo atuava em atividades internas como patrulhamento e repressão, sendo empregado principalmente na proteção do escoamento do ouro pelas estradas reais até o litoral brasileiro e na preservação da ordem pública na capitania de Minas Gerais. Assim, marcando essa organização militar como uma das mais antigas expressões de força policial estruturada no Brasil, anterior ainda à criação da Guarda Real de Polícia no Rio de Janeiro em 1809. Portanto, a Polícia Militar de Minas Gerais é a polícia militar mais antiga do Brasil. A legislação imperial registra, ainda, a criação de outros corpos policiais nas províncias, como em 1818 no Pará, em 1820 no Maranhão, em 1825 na Bahia e em Pernambuco, e em 1834 no Espírito Santo.

## História da PMRR
Com a criação do Território Federal do Rio Branco, desmembrado do norte do Estado do Amazonas em 1943, foi instituída uma Guarda Territorial (GT). Essa Corporação era civil e tinha por objetivo a manutenção da ordem interna, além da reparação e construção de edifícios públicos, estradas e caminhos, serviços de transportes, e outras atribuições correlatas.
Em 1975 a Guarda Territorial foi extinta e criada a Polícia Militar do Território Federal de Roraima; a qual foi efetivamente organizada em 1977. Com a transformação em Estado, em 1988, a Corporação é renomeada.

## Estrutura Operacional
CPC - Comando de Policiamento da Capital
- 1º BPM (Batalhão de Polícia Militar) - Área Leste de Boa Vista
- 2º BPM - Área Oeste de Boa Vista
- BOPE - Batalhão de Operações Especiais
- EIPMon - 1° Esquadrão Independente de Policía Montada
- CIPG (Companhia Independente de Policiamento de Guarda)
- CIPTUR (Companhia Independente de Policiamento de Trânsito Urbano e Rodoviário)
- GIRO (Grupamento Independente de Intervenção Rápida Ostensiva )
- CIPA - (Companhia Independente de Polícia Ambiental).
- CIPCOM - Companhia Independente de Policiamento Comunitário.

CPI - Comando de Policiamento do Interior

- 1ª CIPMFron (Companhia Independente de Polícia Militar de Fronteira) - Pacaraima, Amajari e Uiramutã, sediada no município de Pacaraima.
- 2ª CIPMFron - Caracaraí, Iracema e Região do Baixo Rio Branco, excetuando-se a Vila Novo Paraíso, sediada no município deCaracaraí.
- 3ª CIPMFron - Rorainópolis e a Vila Novo Paraíso, excetuando-se a Região do Baixo Rio Branco, sediada no município de Rorainópolis.
- 4ª CIPMFron - Mucajaí, Cantá, Alto Alegre e Zona Rural de Boa Vista, sediada no Santa Cecília.
- 5ª CIPMFron - Bonfim e Normandia, sediada no município de Bonfim.
- 6ª CIPMFron - São Luiz, São João da Baliza e Caroebe, sediada no município de São Luiz.

## Quadros da corporação
Quadro de oficiais:
- QOC - Quadro de Oficiais Combatentes
- QCO - Quadro Complementar de Oficiais
- QOS - Quadro de Oficiais de Saúde
- QOM - Quadro de Oficiais Músicos
- QEO - Quadro Especial de Oficiais
- QOCap - Quadro de Oficiais Capelães (alínea Acrescida pela Lei Complementar nº 260, de 02 de agosto de 2017, publicada do DOE RR nº 3050, de 03/08/2017)

Quadro de Praças
- QPC - Quadro de Praças Combatentes
- QPS - Quadro de Praças de Saúde
- QEP - Quadro Especial de Praças
- QPM - Quadro de Praças Músicos

## Postos e Graduações
Oficiais Superiores
- Coronel
- Tenente Coronel
- Major

Oficial Intermediário
- Capitão

Oficiais Subalternos
- 1º Tenente
- 2º Tenente

Praças Especiais
- Aspirante a Oficial
- Cadete

Praças
- Subtenente
- 1º Sargento
- 2º Sargento
- 3º Sargento
- Cabo
- Soldado